# Mantsebo Amelia Matsaba
'Mantsebo Amelia 'Matsaba Sempe Nkuebe (1902-1964) fue la regente de Basutolandia entre 1941 y 1960 durante la minoría de edad de su hijastro, Constantine Bereng Seeiso, quien posteriormente reinaría como Moshoeshoe II. 
'Mantšebo fue elegida regente un mes después del fallecimiento de su esposo Seeiso, quien había ejercido el cargo de Jefe Supremo entre 1939 y 1940. Al tomar la regencia se convirtió en la única gobernante femenina durante el período colonial de Lesoto. Sus primeros años en el poder estuvieron marcados por disputas tanto sobre la legitimidad de su gobierno como sobre la tutela de su hijastro (el heredero de Seeiso). Sin embargo, 'Mantšebo conservó la regencia durante más de 19 años y sentó las bases de la actual monarquía constitucional de Lesoto.

## Primeros años
Nacida como Moipone Nkoebe, era la última hija de Sempe Nkoebe, jefe en la región de Quthing, y considerado un "miembro de alto rango de la dinastía real".
Tras completar su educación primaria, contrajo matrimonio con Seeiso Griffith, el hijo de Griffith Lerotholi (quien había sucedido a su hermano Letsie Lerotholi como jefe supremo de Basutolandia en 1913). El matrimonio tuvo una hija, Ntšebo, que no era elegible para ocupar el trono, por lo que, en julio de 1939, cuando Seeiso ascendió al trono, Constantine Bereng, el hijo con su segunda esposa, se convirtió en heredero.

## Regencia

### Lucha por el poder
Seeiso, que falleció el 26 de diciembre de 1940, había autorizado a su consejero principal, Gabasheane Masupha, a actuar como jefe supremo mientras estaba incapacitado por la enfermedad que padecía. Puesto que el heredero natural tenía dos años de edad, Gabasheane ejerció el cargo de forma interina.
No obstante, en enero de 1941, fue convocado un consejo de los principales jefes basoto (conocidos como los "Hijos de Moshoeshoe") con el fin de nombrar a un regente oficial para ejercer durante la minoría de Bereng. 'Mantšebo fue una de los dos candidatos, junto con Bereng Griffith (medio hermano de Seeiso). El consejo votó 44-23 a su favor, y contó con el apoyo de todos menos uno de los jefes principales. Posteriormente fue reconocida como regente por el Comisionado Residente Británico, Edmund Richards, y el Secretario de Estado para las Colonias, Lord Moyne.
A pesar del fallo del consejo, Bereng Griffith y sus partidarios se negaron a reconocer a 'Mantšebo como regente y la demandaron en el Tribunal Superior de Basutolandia establecido en 1938. Bereng presentó un argumento de que la ley y las costumbres tradicionales impedían que las mujeres funcionen en el cargo de Jefe Supremo. También afirmó que Seeiso y 'Mantšebo se habían casado según la ley del levirato y, por lo tanto, como viuda de su hermano, estaba obligada a casarse con él. Sin embargo, el juez presidente rechazó ambos alegatos y avaló la decisión del consejo, permitiendo que 'Mantšebo continuara como regente. Bereng continuó en busca del poder hasta 1949, cuando él y el ex-regente Gabasheane fueron condenados por homicidio y ahorcados.

### Tutela de Bereng
Cuando 'Mantšebo fue elegida regente en 1940, también fue nombrada tutora del heredero de Seeiso, su hijastro Bereng. 'Mabereng y sus seguidores se las ingeniaron para mantenerlo alejado del control directo de la regente, ya que se temía que 'Mantšebo o alguno de sus aliados pudiera asesinarlo. En un momento, los rumores de un intento de asesinato llevaron a que el niño estuvo escondido en una cueva durante dos días. Sin embargo, a medida que Bereng crecía, 'Mantšebo comenzó a tener más voz en sus asuntosː dispuso que fuese criado en la fe católica, y rechazó un plan para que fuera educado en una escuela laica, a pesar de las fuertes objeciones de su madre (una protestante), el Consejo Legislativo y el Comisionado residente. Este conflicto sobre la escolarización resultó en "una guerra a gran escala entre las viudas reales", que solo terminó cuando Bereng dejó Lesoto para continuar su educación en Inglaterra.

### Política
'Mantšebo ha sido descrita como una lideresa "astuta y dispuesta" hábil para tratar con la administración británica, pero sin embargo, incapaz de desarrollar una "agenda nacional alternativa". Ella empleó varias tácticas para frustrar a los funcionarios coloniales, incluyendo fingir mala salud y afectar frecuentes episodios de "lágrimas e histrionismo". 
Aceptó consultar al Consejo Nacional de Basutolandia, que servía como consejo legislativo del protectorado, sobre ciertos asuntos, y apoyó el derecho a la libertad de asociación, permitiendo que las organizaciones políticas celebren reuniones públicas sin interferencias. Los "primeros partidos políticos modernos" de Basutolandia se formaron en la década de 1950, durante su regencia. Sin embargo, Mantšebo no era políticamente neutral, puesto que llegó a mostrar su afinidad al Partido Nacional de Basutolandia,  dirigido por el exasesor real, Leabua Jonathan. A fines de la década de 1950, se enfrentaba a una presión cada vez mayor para que se hiciera a un lado y permitiera que Bereng asumiera la jefatura del país. Su intención era permanecer regente hasta que él completara su educación universitaria y se casara. 'Mantšebo finalmente se vio obligada a "retirarse involuntariamente" en marzo de 1960.

## Vida posterior y legado
'Mantšebo murió cuatro años después de renunciar a la regencia, como "una dama evidentemente deprimida y con el corazón roto". Fue la única mujer gobernante de Basutolandia antes de la independencia, y en el sur de África. La única mujer con un gobierno comparable en términos de duración es Labotsibeni de Suazilandia. En su autobiografía Long Walk to Freedom, Nelson Mandela recordó una reunión con 'Mantšebo en la que ella lo reprendió por su escasa comprensión del idioma sesoto, que según él le hizo "darse cuenta de [su] provincianismo".

### Honores
En los Honores de Cumpleaños de 1946, 'Mantšebo fue nombrada Oficial de la Orden del Imperio Británico (OBE), "en reconocimiento al esfuerzo de guerra de la Nación Basoto". Al año siguiente, durante una desviación de una gira real por Sudáfrica, el rey Jorge VI la incorporó personalmente a la orden, en una ceremonia de miles de personas, y en la que estuvieron presentes la reina Isabel, y sus hijas, las princesas Isabel y Margarita.